# Parafia św. Klemensa w Trzemeśni
Parafia Świętego Klemensa w Trzemeśni – rzymskokatolicka parafia znajdująca się w archidiecezji krakowskiej, w dekanacie Myślenice, w Polsce.